# We the Best
We the Best je druhé studiové hudební album člena skupiny Terror Squad, DJ Khaleda. Album vyšlo 12. června 2007.

## O Albu
Album debutovalo na čísle #8 na prodejním žebříčku Billboard 200. V prvním týdnu se ho prodalo 79 000 kopií. Do ledna 2008 se prodalo 440 000 kopií. Jako hosti se na albu objevili Fat Joe, Rick Ross, Lil Wayne, Birdman, T.I., Akon, Bone Thugs-n-Harmony, T-Pain, Dre, Game, Trick Daddy, Young Jeezy, Plies, Juelz Santana, Jadakiss, Ja Rule, Styles P, Trina, Flo Rida, Paul Wall, Bun B a C-Ride.

## Tracklist
1. Intro (We The Best) (feat. Rick Ross) (Prod. DJ Khaled )
2. The Movement (Skit) (feat. K Foxx)
3. We Takin' Over (feat. T.I., Akon, Birdman, Lil' Wayne, Fat Joe a Rick Ross) (Prod. Danja )
4. Brown Paper Bag (feat. Young Jeezy, Juelz Santana, Rick Ross, Fat Joe, Lil´Wayne) (Prod. Cool & Dre, Jim Jonsin )
5. I'm So Hood (feat. T-Pain, Trick Daddy, Rick Ross a Plies) (Prod. The Runners )
6. Before The Solution (feat. Beanie Sigel a Pooh Bear) (Prod. DJ Khaled )
7. I'm From The Ghetto (feat. The Game, Jadakiss, Trick Daddy a Dre) (Prod. Cool & Dre )
8. Hit 'Em Up (feat. Bun B a Paul Wall) (Prod. The Runners )
9. S On My Chest (feat. Lil Wayne a Birdman) (Prod. Kane Beatz, The Nasty Beatmakers )
10. I'm From Dade County (feat. Trick Daddy, Rick Ross, Trina, Dre, Flo Rida, Brisco) (Prod. )
11. The Originators (feat. Bone Thugs-N-Harmony) (Prod. Diaz Brothers )
12. New York (feat. Jadakiss, Ja Rule & Fat Joe) (Prod. Cool & Dre )